# Liste der Kellergassen in Bruck an der Leitha
Die Liste der Kellergassen in Bruck an der Leitha führt die Kellergassen in der niederösterreichischen Gemeinde Bruck an der Leitha an.
| Foto |                 | Kellergasse | Standort                   | Beschreibung |
| ---- | --------------- | ----------- | -------------------------- | --- |
| BW   | Datei hochladen | An der B10  | KG: Wilfleinsdorf Standort | An der B10 befinden sich einseitig über 500 m hinweg verstreut etwa 10 Keller.                                                                                                   |
| BW   | Datei hochladen | Bubenbühel  | KG: Wilfleinsdorf Standort | Die Kellergasse ist eine einseitige Kellergasse in Muldenlage. Sie besteht aus 7 Gebäuden und hat eine Länge von 80 Metern. Die älteste Datierung geht auf das Jahr 1845 zurück. |

| Foto:                    | Fotografie der Kellergasse (Gesamtheit). Klicken des Fotos erzeugt eine vergrößerte Ansicht. Daneben finden sich zwei Symbole: \| Weitere Bilder vorhanden \| Das Symbol bedeutet, dass weitere Fotos des Objekts verfügbar sind. Durch Klicken des Symbols werden sie angezeigt. \| \| Eigenes Foto hochladen \| Durch Klicken des Symbols können weitere Fotos des Objekts in das Medienarchiv Wikimedia Commons hochgeladen werden. \| |
| Name:                    | Bezeichnung der Kellergasse |
| Standort:                | Es ist die Katastralgemeinde (KG) angegeben. Durch Aufruf des Links Standort wird die Lage der Kellergasse in verschiedenen Kartenprojekten angezeigt. |
| Beschreibung             | Kurze Beschreibung der Kellergasse |
| Weitere Bilder vorhanden | Das Symbol bedeutet, dass weitere Fotos des Objekts verfügbar sind. Durch Klicken des Symbols werden sie angezeigt. |
| Eigenes Foto hochladen   | Durch Klicken des Symbols können weitere Fotos des Objekts in das Medienarchiv Wikimedia Commons hochgeladen werden. |